# Mas que Nada
"Mas que Nada" é uma canção composta pelo cantor brasileiro Jorge Ben Jor.

## Canção
Gravada em 1962, para seu primeiro álbum, Samba Esquema Novo a canção foi o primeiro grande sucesso de Jorge Ben (seu nome artístico na época). "Mas Que Nada" também é uma das canções brasileiras mais conhecidas no exterior, particularmente nos Estados Unidos, onde foi gravada pelo pianista e compositor brasileiro Sérgio Mendes.
O balanço inovador dos arranjos fez da canção um grande sucesso no Brasil. "Mas que Nada" não é uma canção que se enquadre na bossa nova tampouco no samba tradicional. Não por acaso, ela demorou para ser aceita pelo meio musical brasileiro, sendo gravada primeiramente pelo grupo Tamba Trio, em 1963.
O sucesso da canção nos Estados Unidos viria após uma excursão de três meses naquele país, no qual Jorge Ben se apresentou em universidades e clubes, em 1965. No ano seguinte, Sérgio Mendes lançou uma versão da canção, em seu álbum Herb Alpert presents Sergio Mendes & Brazil 66. Foi aí que se tornou grande sucesso nas paradas norte-americanas, alcançando a posição #4 na parada "Adult Contemporary" e #47 na parada "Pop Singles" - ambas da Billboard. A importância da versão de Sérgio Mendes é traduzida por inúmeras versões feitas por artistas como Ella Fitzgerald, Al Jarreau, Trini Lopez e José Feliciano. Em 2013 ela foi incluída no Hall da Fama do Grammy Latino.
Em 2006, "Mas que Nada" foi remixada e regravada pelo grupo Black Eyed Peas com o próprio Sérgio Mendes, chegando a posição de #13 na parada Hot Dance Music/Club Play da Billboard.
A faixa foi incluída no jogo eletrônico para Playstation 3, Xbox 360, Wii e WiiU "Just Dance 4", contendo apenas os vocais dos integrantes do Black Eyed Peas.
Foi tema de abertura de Estrelas, programa de entrevistas apresentado por Angélica, produzido e exibido pela Rede Globo, entre 2006 e 2011. Está presente na trilha sonora da animação Rio, de 2011.

## Versão de Sérgio Mendes
Em 2006, Sérgio Mendes regravou a canção junto com os Black Eyed Peas e vocais adicionais por Gracinha Leporace (esposa de Mendes); uma versão que está incluída em seu álbum Timeless (2006).

### Formatos e faixas
CD Single
1. "Mas que Nada" (participação de Black Eyed Peas) 3:32
2. "Mas que Nada" 2:41

Single do iTunes (29 de Maio)
1. "Mas que Nada" (Edição de Rádio) 3:33
2. "Mas que Nada" (Masters At Work Remix) 8:03
3. "Mas que Nada" 2:39

### Desempenho nas paradas
| Paradas (1966)                                | Melhor posição |
| --------------------------------------------- | -------------- |
| Estados Unidos (Billboard Hot 100)            | 47             |
| Estados Unidos (Billboard Adult Contemporary) | 4              |

| Paradas (2006)                                 | Melhor posição |
| ---------------------------------------------- | -------------- |
| Áustria (Ö3 Austria Top 75)                    | 8              |
| Bélgica (Ultratop 50 de Flandres)              | 7              |
| Bélgica (Ultratop 50 da Valônia)               | 12             |
| Brasil (Top 100 Chart)                         | 1              |
| Brasil (Top 40 Faixas Dance)                   | 11             |
| República Checa (Rádio Top 100)                | 6              |
| Países Baixos (Dutch Top 40)                   | 1              |
| França (SNEP)                                  | 40             |
| Alemanha (Offizielle Deutsche Charts)          | 9              |
| Hungria (Airplay Chart)                        | 1              |
| Irlanda (Irish Singles Chart)                  | 14             |
| Itália (FIMI)                                  | 37             |
| Peru (Top 100 Singles)                         | 30             |
| Suíça (Schweizer Hitparade)                    | 4              |
| Reino Unido (UK Singles Chart)                 | 6              |
| Estados Unidos (Billboard Hot Dance Club Play) | 13             |
| Mundo (United World Chart)                     | 13             |

## Outras versões
- Tamba Trio, lançada no álbum "Avanço" (1963)
- Paulinho Nogueira, lançada no álbum "A Nova Bossa É o Violão" (1964)
- Walter Wanderley, lançada no álbum "Entre Nós" (1964)
- Jean-Jacques Perrey e Gherson Kingsley, lançada no álbum "Kaleidoscopic Vibrations" (1967)
- Maria Creuza, lançada no álbum "Yo… Maria Creuza" (1971)
- Markú Ribas, lançada no álbum "Autóctone" (1991)
- Elis Regina, lançada no álbum "Elis Regina no Fino da Bossa - Ao Vivo" (1994)
- Wilson Simonal, lançada no álbum "Brasil" (1995)
- Léo Gandelman, lançada no álbum "Pérolas Negras" (1996)
- Milton Nascimento, lançada no álbum "Crooner" (1999)
- Wilson Simoninha, lançada no álbum "Volume 2" (2000)
- Ithamara Koorax, lançada no álbum "Serenade in Blue" (2001)
- Dom Um Romão, lançada no álbum "Lake of Perseverance" (2001)
- Marília Pera, lançada no álbum "Estrela Tropical" (2002)
- Nuno Mindelis, lançada no álbum "Outros Nunos"
- Raça Negra, lançada no DVD
- Miriam Makeba, lançada no álbum "Miriam Makeba in Concert!" (1967) e "Live from Paris e Conakry" (1996)
- Trio Francês Nossa, lançada no álbum ''Nossa'' (2012)